# Bronk (musikgrupp)
Bronk är en svensk musiktrio bestående av Staffan Astner (gitarr) Per Lindvall (trummor), och Sven Lindvall (bas). Trions debutalbum kom ut 2008 och andra albumet 2011.